# Elena Bodnarenco
Elena Bodnarenco (* 5. März 1965 in Soroca, Moldauische SSR; † 4. Juli 2022) war eine moldauische Politikerin der Partei der Kommunisten der Republik Moldau PCRM (Partidul Comuniștilor din Republica Moldova).

## Leben
Elena Bodnarenco absolvierte ein Studium der Wirtschaftswissenschaften an der Wirtschaftsschule in Charkiw sowie ein Studium der Rechtswissenschaften an der Freien Internationalen Universität von Moldau (Universitatea Liberă Internațională din Moldova). Sie war als Wirtschaftswissenschaftlerin und Juristin tätig und absolvierte zudem ein Studium an der Akademie für öffentliche Verwaltung beim Präsidenten der Republik Moldau AAP (Academia de Administrare Publică de pe lângă Președintele Republicii Moldova), das sie mit einem Magister in öffentlicher Verwaltung abschloss. Sie war Buchhalterin und Vize-Direktorin eines Betriebes für technische Ausrüstung in Soroca. Ihr politisches Engagement innerhalb der Partei der Kommunisten der Republik Moldau PCRM (Partidul Comuniștilor din Republica Moldova) begann sie als Sekretärin sowie später als Erste Sekretärin des Parteikomitees des Rajon Soroca.
Bei der Wahl vom 6. März 2005 wurde Elena Bodnarenco erstmals als Mitglied in das Parlament der Republik Moldau (Parlamentul Republicii Moldova). In dieser 16. Legislaturperiode war sie von 2005 bis 2009 Sekretärin des Ausschusses für öffentliche Verwaltung, Ökologie und territoriale Entwicklung (Comisiei pentru administraţia publică, ecologie şi dezvoltarea teritoriului). Bei der Wahl am 5. April 2009, der Wahl am 29. Juli 2009, der Wahl am 28. November 2010 wiedergewählt. In der 18. Legislaturperiode war sie zwischen Juli 2009 und November 2010 Sekretärin des Ausschusses für Menschenrechte und interethnische Beziehungen (Comisiei drepturile omului şi relaţii interetnice). 2011 legte sie ihr Abgeordnetenmandat nieder, nachdem sie zur Bürgermeisterin von Soroca gewählt wurde und diesen Posten bis Januar 2015 bekleidete.
Elene Bodnarenco wurde bei der Wahl vom 30. November 2014 für PRCM wieder zum Mitglied des Parlaments gewählt. In dieser 20. Legislaturperiode war sie Mitglied des Ausschusses für öffentliche Verwaltung, Ökologie und territoriale Entwicklung sowie Sekretärin der Fraktion der PRCM. Des Weiteren engagierte sie sich als Vizepräsidentin der Moldauischen Frauenunion (Uniunii Femeilor din Republica Moldova).

## Weblink
- Eintrag auf der Homepage des Parlaments der Republik Moldau (Seitenaufruf am 24. Februar 2019)